# نمر من ورق

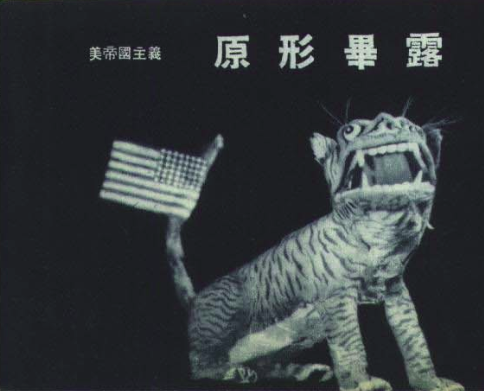

نمر من ورق تعريب لمقولة شعبية باللغة الصينية (جيلاوهو - بالصينية التقليدية 紙老虎 وبالمبسطة 纸老虎) اشتهرت في عدة لغات أخرى ومعناها «شيء يبدو مخيفاً إلاّ أن حقيقته هزيلة جداً». أصل هذه المقولة هي اللغة الصينية لكن المصادر تختلف حول زمن دخولها إلى اللغات الأوروبية.